# La congiura del conte Gian Luigi Fieschi
La congiura del conte Gian Luigi Fieschi (La Conjuration du comte Jean-Louis de Fiesque) è un'opera storica scritta attorno all'età di venti anni dal memorialista francese Jean-François Paul de Gondi, cardinale de Retz (1613-1679), pubblicata anonima una prima volta a Parigi nel 1665, e di nuovo postuma (1682), con alcune variazioni.
Concerne un episodio storico realmente accaduto e passato alla storia come "La congiura di Gian Luigi Fieschi".

## La vicenda storica
Gian Luigi Fieschi "il Giovane", conte di Lavagna, della nobile famiglia dei Fieschi,  a capo del partito filofrancese, atteggiadosi a un vendicatore della libertà genovese mortificate da Andrea Doria, ordì una congiura tesa alla presa del potere.
Inizialmente le sorti dell'insurrezione sembravano favorevoli ai seguaci del Fieschi: la notte del 3 gennaio 1547 i congiurati erano riusciti a prendere possesso delle porte cittadine e della darsena, mentre Giannettino Doria, nipote ed erede designato di Andrea Doria, era rimasto ucciso. Improvvisamente, mentre cercava di impossessarsi di una galea dei Doria, nell'attraversare una passerella, Gian Luigi scivolò in mare e annegò. I seguaci dei Fieschi si diedero alla fuga e la congiura fallì.

## L'opera di de Retz

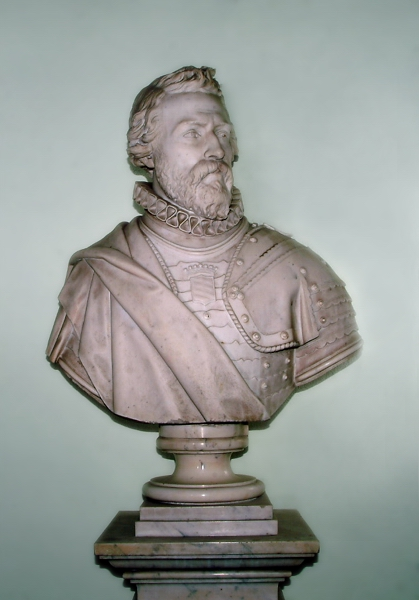
Busto di Gian Luigi Fieschi

Le tragiche vicende di Gian Luigi Fieschi erano state soggetto di vari lavori storici e particolarmente della '"La congiura del conte Gio. Luigi de Fieschi" di Agostino Mascardi, apparsa nel 1629. Ed è questa l'opera che consultò il giovane de Retz. Il giovane Gian Luigi è un eroe plutarchiano avido di gloria.
(Jean-François-Paul de Gondi de Retz,La conjuration du comte de Fiesque, éd. par A. Feillet, J. Gourdault et R. Chantelauze, Parigi, 1682)
L'audace e ambizioso conte genovese cerca perciò di avere rapporti con la corte di Francia, professando di voler instaurare un nuovo governo ligio alla politica della nazione amica. Appoggiato segretamente da Francesco I di Francia e dal duca di Parma Pier Luigi Farnese, Gian Luigi Fieschi si procura delle galee e si attornia di ribaldi e di faziosi. Ordita l'insurrezione, i congiurati si impadroniscono degli arsenali e di numerosi rioni di Genova, quando, nel salire su una galea, il giovane conte perde l'equilibrio e cade in mare; la pesante armatura lo spinge sul fondo e l'oscurità della notte impedisce ai compagni di salvarlo. I cospiratori, senza il loro capo, sono presto vinti dalla reazione dei Doria, mentre i Fieschi saranno banditi da Genova.
Nonostante la giovane età l'autore riesce a mettere in luce il carattere avventuroso del Fieschi e il suo audace piano. Interessante la recensione del cardinale Richelieu:
(Jean-François-Paul de Gondi de Retz, Memorie, Traduzione italiana di Serafino Balduzzi, Bari, G. Laterza Editore, 2001)

## Edizioni
- La Conjuration du Comte Jean-Louis de Fiesque, Paris: Claude Barbin, 1665 (Google libri)
- La congiura del conte Giovanni Luigi de' Fieschi contro la Republica di Genova nell'anno 1547, In Colonia: appo Pietro del Martello, 1681 (Probabilmente stampato a Ginevra[1])
- Jean-François Paul de Gondi, cardinale de Retz,  "La conjuration du comte de Fiesque", in A. Feillet, J. Gourdault et R. Chantelauze (eds), Oeuvres du cardinal de Retz, vol. IV. [Il testo elettronico può essere prelevato al sito Gallica della Biblioteca nazionale di Francia]
- Jean-François Paul de Gondi, cardinale de Retz, La congiura del conte Gian Luigi Fieschi, Sellerio, Palermo, 1990
- Jean-Francois-Paul de Gondi, La congiura del conte Gian Luigi Fieschi, Bologna: Banalità di base, 2000